# 루시엔 프라이벌

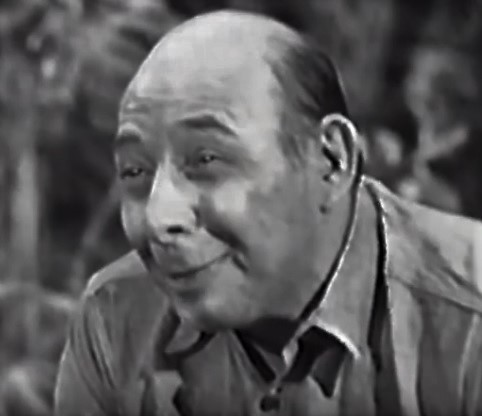

루시엔 프라이벌(Lucien Prival, 1901년 7월 14일 ~ 1994년 6월 3일)은 미국의 배우, 영화배우이다.
뉴욕에서 태어났으며 데일리시티에서 사망하였다.

## 영화
- 하이 눈 (1952년)
- 보디가드 (1948년)
- 파나마 해티 (1942년)
- 나치 스파이의 고백 (1939년) - 크랜즈 역
- 파리 허니문 (1939년)
- 프랑켄슈타인 2 - 프랑켄슈타인의 신부 (1935년)
- 메리 위도우 (1934년)
- 파티 걸 (1930년)
- 지옥의 천사들 (1930년)
- 시련 (1928년)
- 패튼트 레더 키드 (1927년)